# Albertshofen
Albertshofen är en kommun och ort i Landkreis Kitzingen i Regierungsbezirk Unterfranken i förbundslandet Bayern i Tyskland.
Kommunen ingår i kommunalförbundet Kitzingen tillsammans med kommunerna Biebelried, Buchbrunn, Mainstockheim och Sulzfeld am Main.